# Rendi Béla
Rendi Béla (Szárazajta, 1944 – Debrecen, 1996) romániai magyar matematikus, egyetemi docens.

## Élete
1975-ben doktorált Kolozsvárott, a temesvári, majd a debreceni egyetemen tanított.
1990 után bekapcsolódott a kolozsvári székhelyű Bolyai Társaság munkájába az önálló magyar felsőfokú oktatás megteremtéséért. 1996-ban még előadást tartott a Székelyudvarhelyen megrendezett 5. Nemzetközi Magyar Matematika Versenyen A katasztrófaelméletről címmel, de ugyanabban az évben elhunyt.

## Munkássága
Kutatási területe az egyenletes topologikus terek.

### Könyvei (válogatás)
- Béla Rendi: Elemente de topologie diferențială, Tipografia Universității din Timișoara, 1974, 111 pag.
- Titu Bânzaru, Bela Rendi: Topologies on spaces of subsets and multivalued mappings, Tipografia Universitâții din Timișoara, 1997, 102 pag.

### Cikkei (válogatás)
- RENDI, Béla: On relative connectedness. Publicationes mathematicae. 50. 1997. 1-2. 149–157.
- BÂNZARU, T., RENDI, B.: Properties of separability on spaces of subsets. Annales Universitatis Scientiarum Budapestinensis de Rolando Eötvös Nominatae. Sectio mathematica. 39. 1996. 51–55.
- RENDI, B., BÂNZARU, T.: On the Lindelöf property of spaces of subsets. Annales Universitatis Scientiarum Budapestinensis de Rolando Eötvös Nominatae. Sectio mathematica. 39. 1996. 57–61.
- BÂNZARU, T., RENDI, B.: On the bounded and totally bounded sets. Publicationes mathematicae. 48. 1996. 1-2. 71–75.
- RENDI, B., BÂNZARU, T.: On the local compactness and spaces of subsets. Publicationes mathematicae. 48. 1996. 1-2. 65–69.